# Каплуненко, Александр Михайлович
Каплуненко Александр Михайлович — доктор филологических наук, профессор, директор Евразийского лингвистического института МГЛУ (2014-2016).

## Биография
Каплуненко Александр Михайлович родился 8 апреля 1947 года в г. Ворошилове (ныне — Уссурийск).
В 1970 году закончил Иркутский государственный педагогический институт иностранных языков им. Хо Ши Мина с присвоением квалификации «Учитель английского и немецкого языков средней школы».
С декабря 1970 по сентября 1974 Александр Михайлович трудится ассистентом в Иркутском государственном пединституте иностранных языков им. Хо Ши Мина. Одновременно пишет кандидатскую диссертацию.
В декабре 1977 году защищает кандидатскую диссертацию в МГПИИЯ им.М.Тореза на тему: «Структурно-семантические параметры фразеологических единиц (фразеологические единицы английского языка с переменными компонентами)».
С декабря 1977 по март 1981 работает старшим преподавателем ИГПИИЯ им. Хо Ши Мина.
С марта 1981 по август 1988 Каплуненко становится на должность доцента ИГПИИЯ им. Хо Ши Мина.
Сентябрь 1991 – март 1992 - профессор ИГПИИЯ.
В апреле 1992 года защищает докторскую диссертацию в МГЛУ по теме: «Историко-функциональный аспект английской идиоматики».
Март 1992 – август 2003 работает зав. кафедрой ИГЛУ.
Март 2000 – январь 2011 занят в должности проректора по научной работе ИГЛУ.
С января 2011 профессор ИГЛУ.
В 2014-2016 Каплуненко А.М. занимал должность директора Евразийского лингвистического института МГЛУ.
Каплуненко опубликовал около 130 статей, 3 монографии, 2 учебных пособия.
Под руководством А.М. Каплуненко было  подготовлено и защищено более 40 кандидатских и 2 докторские диссертации.